# Consiglio nazionale (Slovenia)
Il Consiglio nazionale (in sloveno Državni svet) è la camera alta del Parlamento sloveno e funge principalmente da organo di sorveglianza per la camera bassa, l'Assemblea nazionale.
I suoi 40 membri hanno un mandato quinquennale.

## Poteri
La sua modalità di designazione lo rende parzialmente indipendente da partiti politici.
È dotato di poteri legislativi limitati, che non gli permettono di agire direttamente sul contenuto dei testi. Ha il diritto di veto sospensivo e il diritto di chiedere un referendum legislativo, che gli assicurano una certa influenza sul processo legislativo.

## Membri
Il Consiglio nazionale ha 40 membri:
- 4 rappresentano i datori di lavoro,
- 4 rappresentano i lavoratori dipendenti
- 4 rappresentano lavoratori indipendenti (artigiani, settore agricolo ecc.)
- 6 rappresentano il settore senza scopo di lucro
- 22 rappresentano le autonomie locali

## Elezioni
I 22 consiglieri nazionali che rappresentano gli interessi locali sono eletti in 22 circoscrizioni che possono includere uno o più comuni:
- se il distretto ha un solo comune, il collegio elettorale è composto dai membri dell'assemblea comunale;
- in caso contrario, ogni comune designa un delegato per ogni 5 000 abitanti, che costituiscono il collegio elettorale del distretto.

Per l'elezione dei rappresentanti degli interessi professionali, il collegio elettorale nazionale è composto da rappresentanti delle associazioni e delle organizzazioni della società civile, come definito dalla legge del 27 settembre 1992.
Il mandato è di 5 anni.
Per essere eletti bisogna:
- essere un cittadino della Repubblica di Slovenia
- avere almeno 18 anni
- per i rappresentanti di interesse funzionale: avere un'attività adeguata
- per i rappresentanti degli interessi locali: avere la residenza permanente nel collegio elettorale

Incompatibilità:
- membro dell'Assemblea nazionale,
- qualsiasi altra funzione ai giudici nazionali.

La candidatura avviene dietro presentazione da parte delle organizzazioni di gruppi di interesse rappresentate nel Consiglio nazionale.